# تيري فرانسوا
تيري فرانسوا (بالإنجليزية: Terry Francois)‏ هو محامي أمريكي، ولد في 1922، وتوفي في 9 يونيو 1989.